# 科韦尔尼诺
科韦尔尼诺（羅馬化：Kovernino）是俄罗斯下诺夫哥罗德州的市级镇、科韦尔尼诺区行政中心及规模最大聚居地，地处下诺夫哥罗德州西北部，位于伏尔加河流域乌佐拉河畔，在州府下诺夫哥罗德北偏西方。
该地2021年人口有6,947人；2010年人口6,892；2002年人口6,875；1989年人口7,212。